# Laktacja

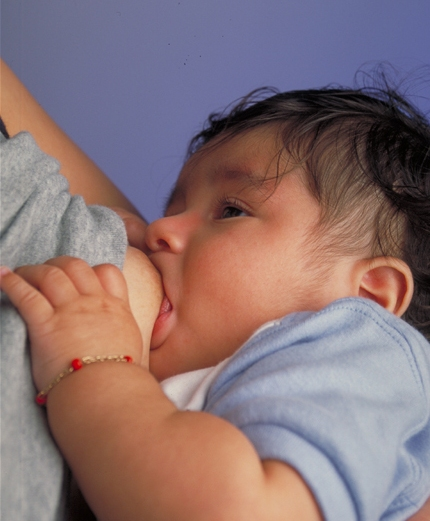
Karmienie piersią u człowieka

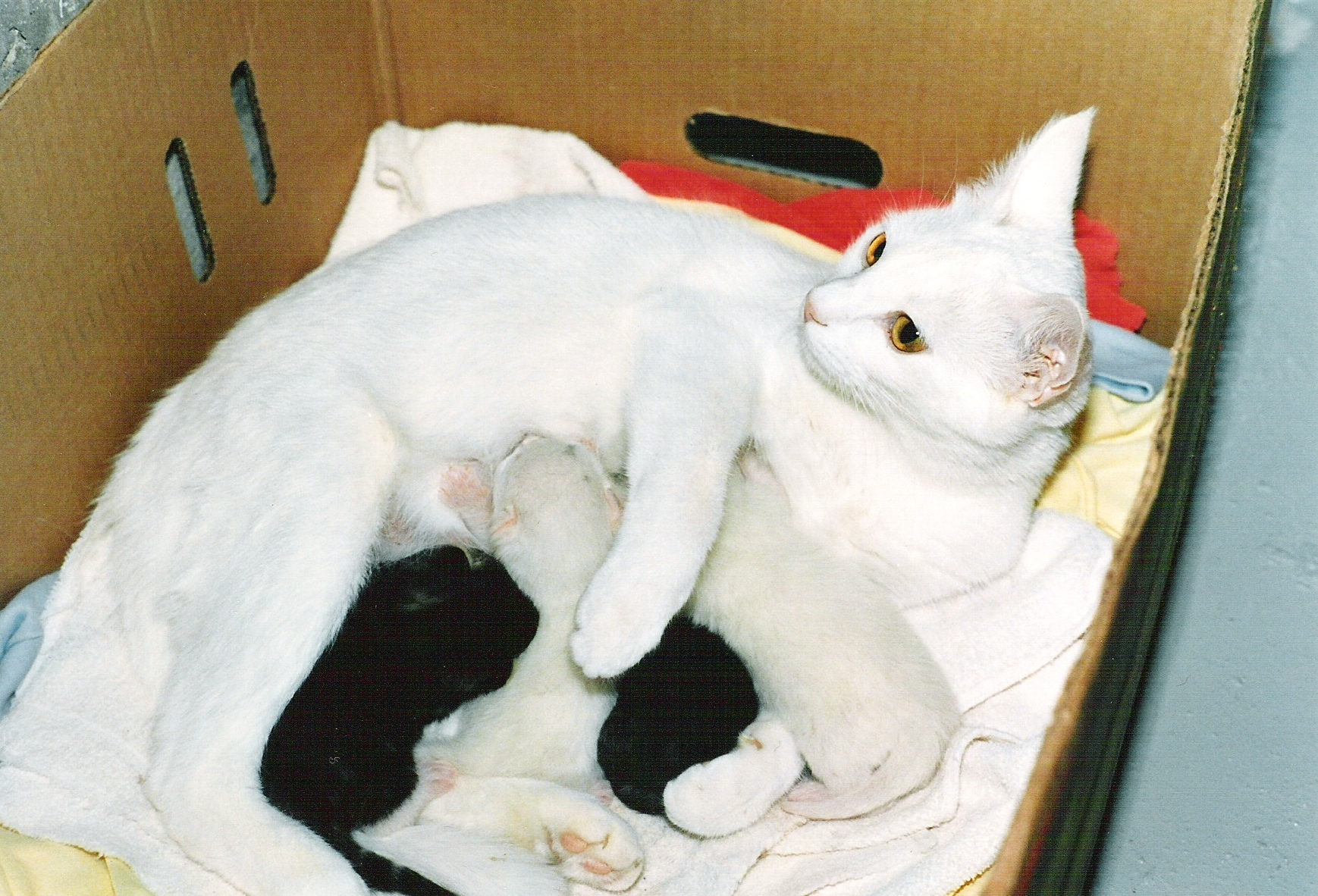
Kotka karmiąca kocięta

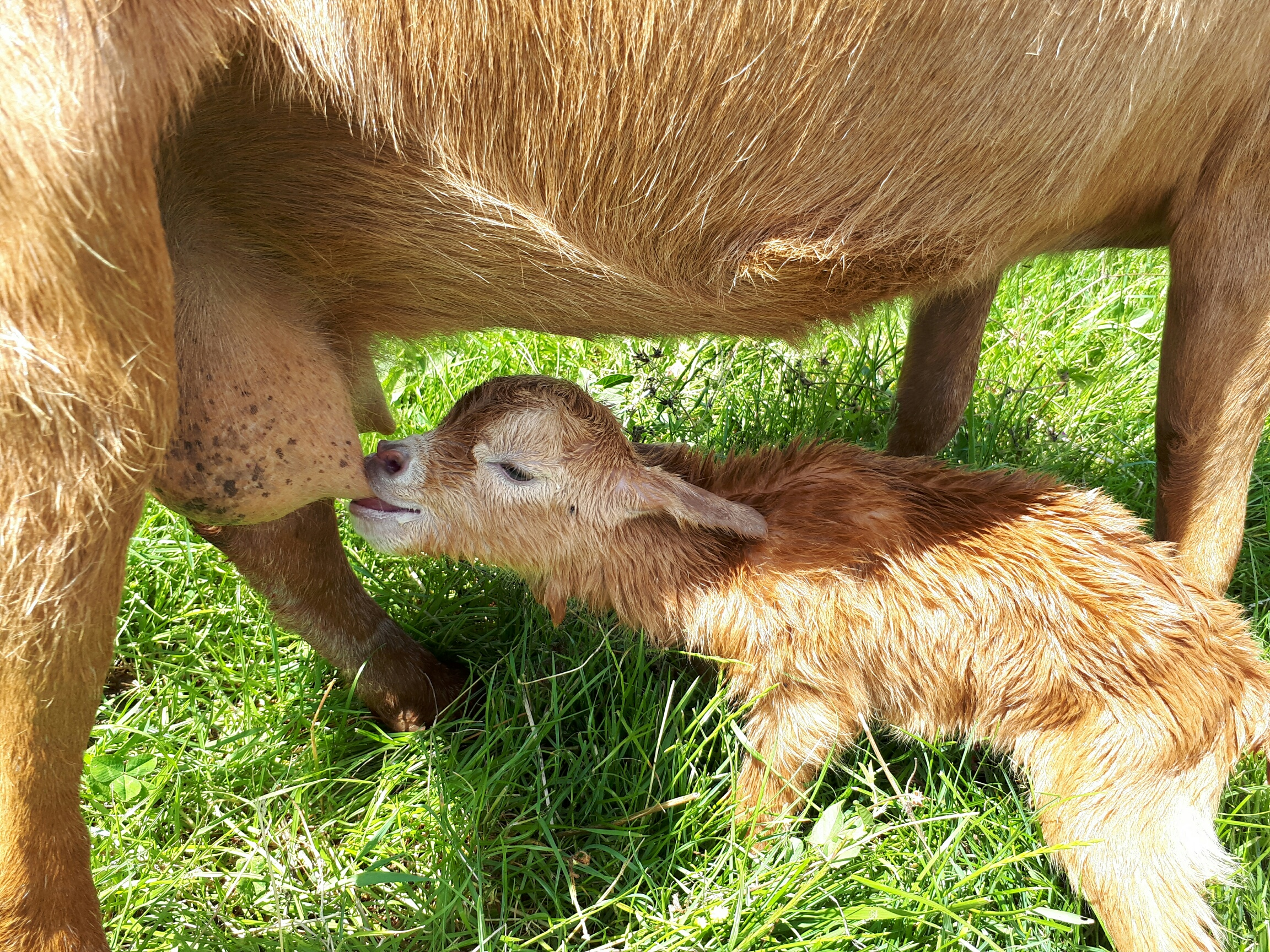
Karmienie koźlęcia

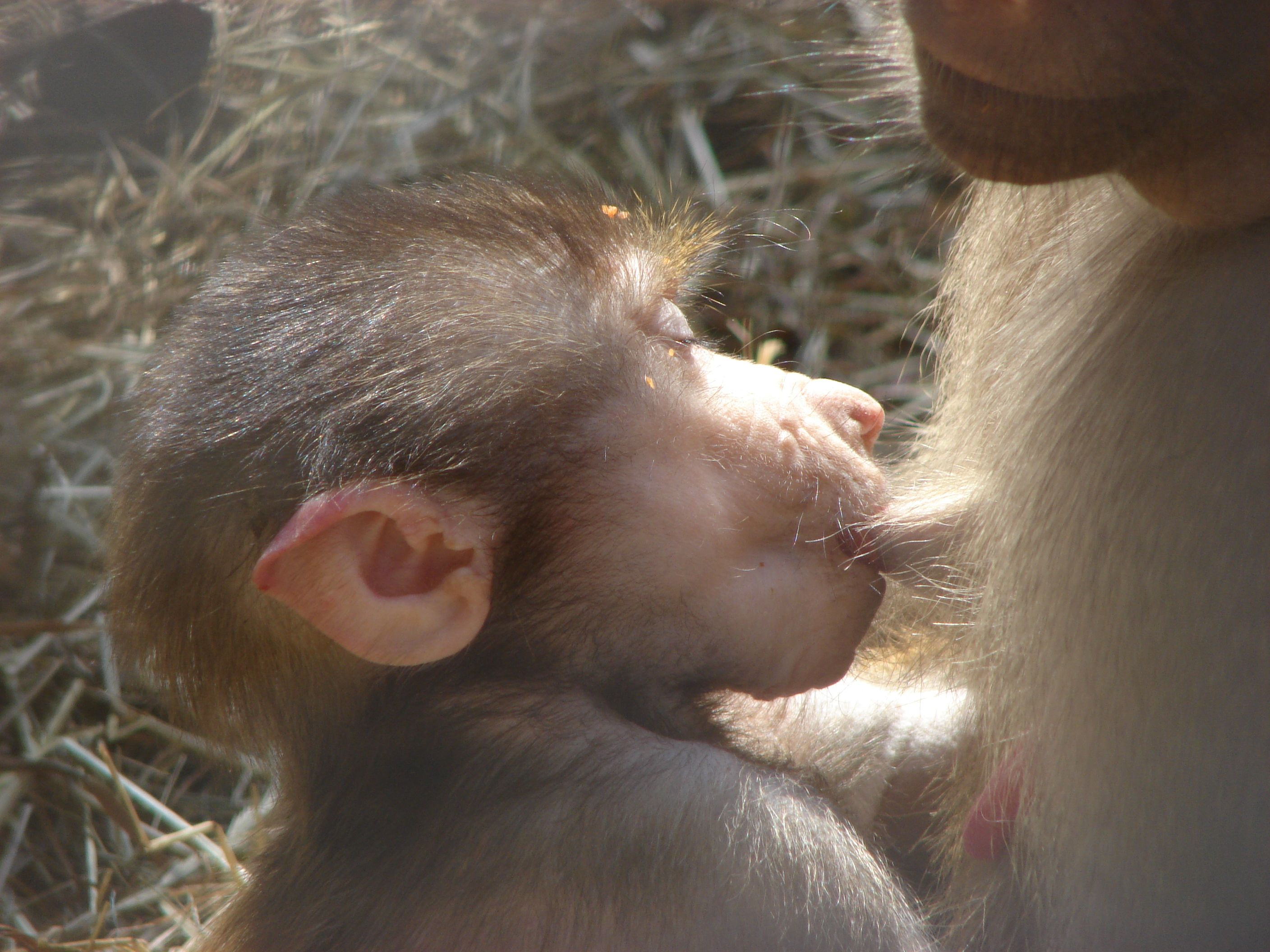
Karmienie młodego Pawiana płaszczowego

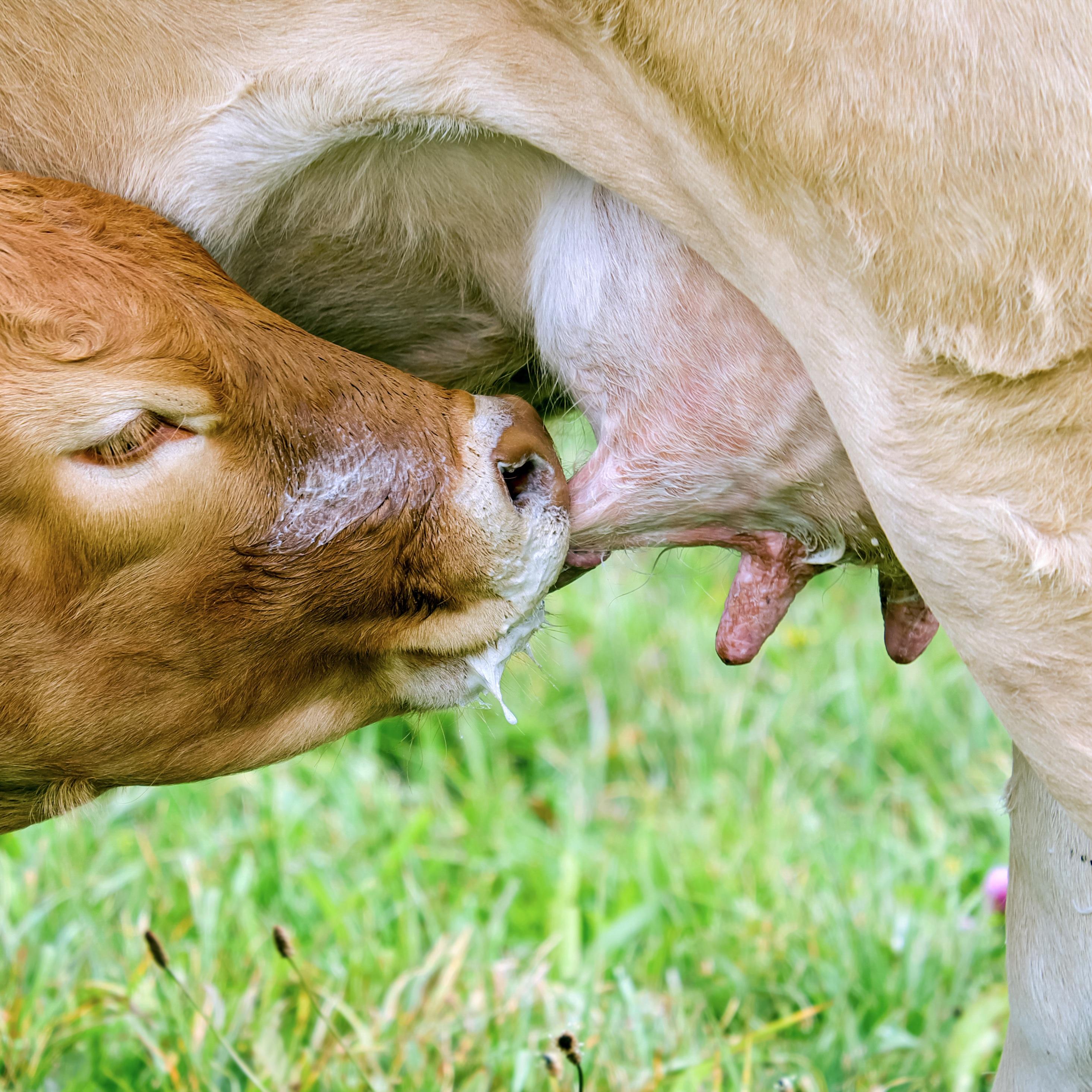
Karmienie cielaka

Laktacja – proces wydzielania mleka przez gruczoły mleczne samic ssaków. Laktacja pojawia się po porodzie i trwa przez okres potrzebny do wykarmienia młodych. Wyjątek stanowi bydło mleczne, u którego laktacja jest stymulowana przez dłuższy czas, dla otrzymywania mleka do celów konsumpcyjnych.

## Laktacja u człowieka
Laktacja u człowieka może trwać nawet do kilku lat. Karmienie piersią po latach niełaski stało się znów popularne wśród młodych matek i jest propagowane jako najzdrowszy sposób żywienia noworodków i niemowląt.
Aktualnie uważa się, że pokarm naturalny jest najodpowiedniejszy dla noworodka i niemowlęcia. Jego skład zapewnia optymalny rozwój fizyczny i umysłowy. Podkreślane jest niezwykłe znaczenie naturalnego karmienia dla rozwoju emocjonalnego dziecka. Pokarm kobiecy wytwarzany przez zdrową matkę w pełni zaspokaja zapotrzebowanie pokarmowe noworodka i niemowlęcia. Częste ssanie piersi przez niemowlę pobudza odruch prolaktynowy, czyli proces wytwarzania pokarmu. Im częściej dziecko ssie, tym więcej pokarmu produkują piersi.
Laktacja zwiększa syntezę białka w organizmie kobiety o 9-15 g dziennie.

### Właściwości obronne pokarmu kobiecego
U noworodków i niemowląt do momentu wytworzenia się w pełni sprawnej bariery jelitowej istnieje korzystna dla noworodka możliwość przenikania do krwiobiegu noworodka przeciwciał zawartych w pokarmie matki.
U niemowląt karmionych sztucznie przenikać będą obcogatunkowe białka, które mogą uczulać i doprowadzać do uczulenia na białko mleka krowiego.
Mleko kobiece zawiera również bakteriobójczy lizozym i przeciwciała klasy sIgA, które są odporne na działanie enzymów trawiennych i chronią przewód pokarmowy noworodka przed zakażeniami.
Kobiecy pokarm jest źródłem substancji odżywczych, przeciwzapalnych i odpornościowych. Oprócz witamin (z grupy: A, B, C, D, E) i soli mineralnych, zawiera także proteiny i aminokwasy (między innymi cysteinę i taurynę) potrzebne do prawidłowego rozwoju systemu nerwowego dziecka, a także wpływające na rozwój mózgu nienasycone tłuszcze.

### Przeciwwskazania do karmienia piersią
Ze strony matki
- Zakażenie matki wirusem HIV[4],
- zakażenie HTLV-1, HTLV-2[4]

Ze strony dziecka
- Wrodzone choroby metaboliczne (Galaktozemia[5])
- Choroba syropu klonowego[5]
- Brak odruchu ssania (zdarzają się jednak przypadki pobudzenia odruchu ssania przez regularne masowanie podniebienia[6]).